# María Teresa Santillán
María Teresa Santillán (San Luis Potosí, 25 de abril de 1893 - Ciudad de México, 26 de abril de 1961) fue una soprano mexicana importante en la historia de la ópera en México.

## Trayectoria
Estudió en el Conservatorio Nacional de Música de México, lugar donde tuvo como maestra a Antonia Ochoa de Miranda. También realizó estudios con José Pierson. Después de haber egresado, en enero de 1915, debutó en la ópera La bohème de Puccini, con el papel de Musetta. Al poco tiempo, se integró a la Compañía Impulsora de Ópera, y su primera presentación en esta empresa teatral fue en el Teatro Arbeu interpretando el mismo papel que en la obra de su debut. Más tarde, cantó en los teatros Colón, Degollado, Iris y Nacional; además se presentó durante los primeros años del Palacio de Bellas Artes. A la par de actuar en los teatros nacionales, a partir de 1923 y durante 25 años, se presentó en programas musicales de la radio de México, principalmente en la XEXQ.
En 1926 grabó un disco con la compañía Victor México, en el que participaron con ella la cantante Abigail Borboya y el tenor Ángel Esquivel.
En 1927 participó en el estreno en México de la ópera Suor Angelica, del compositor Giacomo Puccini (1858-1924). María Teresa Santillán actuó al lado de los cantantes más afamados de su época, entre ellos Hipólito Lázaro y Enrico Caruso; con este último, alternó presentaciones durante su temporada en México (1919), además de que lo acompañó a la Ópera Lírica de Chicago, donde interpretó a Nedda en I pagliacci. Entre su vasto repertorio, además de las ya mencionadas óperas, destacan sus papeles en Aida, Carmen, La Gioconda, Madamme Butterfly, Manon Lescaut, Norma, Tosca, Il trovadore y Rigolleto. 
Se despidió de los escenarios de ópera en 1940. Su última presentación fue en el Palacio de Bellas Artes donde interpretó el personaje de Amelia en Un ballo in maschera.